# Taunton
Taunton je město na jihozápadě Anglie, 215 km od Londýna, které je hlavním městem hrabství Somerset. Žije v něm přibližně 60 tisíc obyvatel. Leží na řece Tone 25 km od pobřeží Bristolského zálivu. Nedaleko města se nachází chráněná oblast Quantock Hills.
Název pochází z výrazu „Tone Town“, tzn. město na řece Tone. Za jeho zakladatele je označován anglosaský král Ine. Počátkem 10. století zde byl založen klášter a v roce 1129 nechal lord kancléř William Giffard vybudovat hrad. Ve středověku sídlo bohatlo z vývozu vlny a mělo vlastní mincovnu. V roce 1497 oblast zasáhla vzpoura cornwallské šlechty, kterou vedl Perkin Warbeck. Taunton byl také centrem povstání protestantů proti Jakubovi II. a James Scott, vévoda z Monmouthu se zde nechal 20. června 1685 korunovat anglickým králem.
Významnými sakrálními památkami jsou farní kostel zasvěcený Maří Magdaléně z roku 1508, kostel svatého Jakuba Většího ze 14. století a kostel sv. Jana Křtitele z roku 1858. Budova bývalého ženského chudobince Gray's Almshouses ze 17. století je zařazena na seznam listed buildings stupně I. Na Fore Street byl vztyčen pomník obětem anglo-barmské války. Sídlo správy hrabství bylo postaveno roku 1935 a navrhl je Emanuel Vincent Harris. V Tauntonu se nachází Vivary Park, kde se každoročně v srpnu koná velká květinová výstava s tradicí sahající do roku 1831. Hlavním kulturním zařízením je The Brewhouse Theatre & Arts Centre. Tauntonem prochází železnice z Bristolu do Exeteru. Město je známé produkcí cideru, sídlí v něm Hydrografický úřad Spojeného království a firma Viridor zaměřená na recyklaci.
V Tauntonu se narodily herečka Jenny Agutterová a modelka Pattie Boydová, na střední školu sem chodil spisovatel Arthur Charles Clarke.
Sídlí zde fotbalový klub Taunton Town FC a kriketový Somerset County Cricket Club.